# Göyçay
Göyçay este un oraș din Azerbaidjan.